# Людвік Розенберґ-Чорний
Берна́р-Лю́двік Ісаакович Розенбе́рґ, Володимир Чорний (1894—1941, Львів) — український військовий та політичний діяч єврейського походження.

## Життєпис
Вихованець української гімназії в Рогатині. У 1911 році член Поалей-Ціон, член Інтернаціональної Революційної Соціал-Демократії (попередниці КПЗУ). У 1914—1916 роках — Розенберґ у Легіоні УСС, розпочав свою службу в третій чоті першої сотні. Чотою, в якій Розенберґ розпочав свою службу в Легіоні, командував Л. Коберський, Командиром сотні був Василь Дідушок. 1916—1917 — у російському полоні, згодом сотник Січових Стрільців. Був членом проводу (Стрілецької ради) наддніпрянського Січового стрілецтва.
Очолював школу унтер-офіцерів під Білою Церквою та був одним із представників українських військових на переговорах з німцями наприкінці жовтня 1918 року.
Був одним з найближчих соратників полковника Євгена Коновальця. Згодом їх погляди розійшлися.
На початку 1920-х рр. Л. Розенберґ захопився комуністичними ідеями. У 1920 році член української секції Компартії Чехо-Словаччини. Після повернення до Галичини був членом УВО, вступив до Комуністичної партії Східної Галичини (КПСГ), яка восени 1923 отримала назву Комуністичної партії Західної України (КПЗУ). З 1922 року секретар ЦК КПСГ. проте його погляди не відповідали вказівкам Москви. Л. Розенберґ очолював напрямок, що відстоював національні ідеї. Через це згодом опинився поза компартією. Був в'язнем у польському концтаборі Береза Картузька. В 1937—1938 роках видавав разом із Романом Роздольським та Степаном Рудиком часопис «Життя і слово».
Заарештований 06.10.1939 р. у Львові за ст. 54-13 КК УРСР. Під час арешту обшук не проводився. Перші  допити відбувалися у Львові, згодом переправлений до Києва. Утримувався у внутрішній в'язниці УДБ НКВС УРСР. Звинувачений в участі в Легіоні УСС, у тому, що був особистим ад'ютантом Є. Коновальця, а також членом УВО-ОУН. Розстріляний за рішенням Наркома внутрішніх справ УРСР і Прокурора УРСР 07.07.1941 у Києві.  Ймовірним місцем поховання є територія НІМЗ "Биківнянські могили". Його історія оприлюднена у виставці Заповідника "Сини волі в часи несвободи".